# Mitsuo Miura
Mitsuo Miura (Iwate, 1946) és un escultor, pintor i artista experimental japonès que va estudiar a l'Escola de Belles Arts de Tòquio. Es va instal·lar a Madrid el 1966, on va cursar estudis artístics a l'Escola de Belles Arts de San Fernando durant tres anys.

## Biografia
Mitsuo Miura va passar la seva infància i adolescència al Japó. Els seus primers anys de formació van ser a Kamaishi i van continuar a Tòquio. Durant tota aquesta etapa va fer constants visites a exposicions i performances que van influenciar la seva posterior trajectòria professional i que el van portar a traslladar-se a Madrid.
A Conca va coincidir amb artistes de la seva generació com Eva Lootz, Adolfo Schlösser i Miguel Ángel Campano, i van formar un grup amb certa consistència encara que no tots tenien el mateix estil, discutien sobre art i exposaven junts a vegades.
Més tard es va mudar a Almeria amb la seva família i anys més endavant va retornar a Madrid.

## Obra
Els seus treballs són molt diversos, ja que treballa amb instal·lacions, escultura, pintura i gravat. Les seves obres són molt variades i van des de la major austeritat i monocromia fins a la utilització d'un gran ventall cromàtic. Al mateix temps aquestes imatges que crea són abstraccions dels paisatges que observa i analitza, en un doble procés de creació, on només evidencia plàsticament la petjada dels mateixos.
Durant els anys 70 i la seva estada a la província de Conca van començar a arribar influències des de l'exterior, d'Alemanya i dels EUA, com el figurisme, l'abstracció i el minimalisme, pels quals va mostrar cert interès. La seva pintura en aquells anys era de colors suaus, més aviat aquarel·lats, inspirats en el mar, la humitat i el salnitre. Però també va realitzar algunes fotografies amb elements abstractes.
En els anys 90 marxa un altre cop a Madrid i canvia completament la seva obra, s'inspira en l'ambient caòtic de la ciutat i comença a realitzar instal·lacions i a participar en obres col·lectives. Una de les exposicions d'aquella època va ser Dos tiempos-Dos paisajes exposada al centre d'Art Alcobendas l'any 1991. Ara ja no utilitza els colors suaus sinó colors amb més radicalitat, s'inspira en els rajos de llum sobre els aparadors i la industrialització, utilitzant formes més geomètriques.
Una de les seves últimes instal·lacions va ser Memorias imaginadas exposada al Palacio de Cristal del Retiro del Museu Nacional Centre d'Art Reina Sofia l'any 2013. En aquesta exposició vol plasmar tot allò que ha format part d'ell, els viatges, els amics i els records. És una obra minimalista adaptada a l'espai i utilitza uns colors pastels, poc definits, com la pròpia memòria. Inconscientment l'artista ha aconseguit que la seva obra mostri els canvis de paisatge com també l'estreta relació que tenen els japonesos amb la naturalesa, que la perceben i l'admiren d'una manera especial.